# IF (voilier)
Pour les articles homonymes, voir If.
IF est un voilier de plaisance en bois de type cotre Marconi construit entre 1940 et 1947. Classé Monument historique et naviguant toujours aujourd'hui (2009), son port d'attache est Toulon.

## Histoire
Il semble que sa construction ait été lancée au chantier Émile Chasseigne à La Rochelle juste avant la Seconde Guerre mondiale, interrompu par celle-ci et finit en 1947 au chantier Vernazza dans cette même ville. Il est acquis par M. de Saint-Mathurin, un armateur local et revendu en 1949 à des plaisanciers de Beaulieu-sur-Mer, dans les Alpes-Maritimes. Il changera plusieurs fois de propriétaires, mais naviguera en Méditerranée sous le même nom. Il sera basé à Menton, Saint-Tropez, Cannes et Toulon où il est encore (2009) immatriculé. Il est classé Monument historique au titre d'objet le 15 octobre 2007.

## Caractéristiques
Le voilier a une longueur hors tout de 10,25 mètres, une largeur de 2,70 mètres, pour un tirant d'eau de 1,80 mètre.